# Joseph Saige
Ne doit pas être confondu avec Guillaume-Joseph Saige ou François-Armand de Saige.
Joseph de Saige est un homme politique français né le 15 mars 1735 à Birac (Gironde) et mort le 14 juillet 1812 à Bazas.

## Biographie
Avocat à Bazas, il est député du tiers état aux États généraux de 1789 pour cette sénéchaussée, et vote avec la majorité. Rallié au coup d'État du 18 Brumaire, il est conseiller général en 1800, juge de paix, puis juge suppléant au tribunal de Bazas.

## Sources
- « Joseph Saige », dans Adolphe Robert et Gaston Cougny, Dictionnaire des parlementaires français, Edgar Bourloton, 1889-1891 [détail de l’édition]